# Gerardo Pelusso
Gerardo Pelusso Boyrie (Florida, Uruguay; 25 de febrero de 1954) es un exfutbolista y exentrenador uruguayo.
Su último logro como director técnico fue la Copa Sudamericana 2015 al frente de Independiente Santa Fe (siendo el primer título internacional de la institución). En su larga trayectoria como DT entrenó clubes de Ecuador, Uruguay, Chile, Colombia, Perú y Paraguay, logrando títulos con Danubio (Uruguay), Alianza Lima (Perú), Nacional (Uruguay), Club Olimpia (Paraguay) e Independiente Santa Fe (Colombia).

## Trayectoria
Tras una carrera internacional como futbolista culminada a temprana edad (29 años), y debido a una lesión, se inició en la dirección técnica en el Emelec de Ecuador, para posteriormente dirigir en clubes de su país, de Perú, Chile, Paraguay y Colombia. 
Su primer título oficial en el profesionalismo como entrenador fue al mando de Danubio de Uruguay, con el que consiguió el Campeonato Uruguayo de Primera División 2004. Fruto de su trabajo en el conjunto charrúa, fue premiado en el año 2005 con el Olivo Olímpico, distinción que se le otorgó como mejor entrenador de Uruguay por el Comité Olímpico Uruguayo. Dos años después se consagró campeón dirigiendo a Alianza Lima de Perú. El uruguayo llegó al equipo incaico tras una de las peores campañas de la institución, y un año después, fue el mejor de su país, se alzó como campeón del Torneo Peruano 2006 y participó en Copa Libertadores. 
Posteriormente, estando al mando de Nacional de Uruguay, ganó el Campeonato Uruguayo de Primera División 2008-09 y el mismo año llegó a semifinales de Copa Libertadores. Al año siguiente, fue contratado por Universidad de Chile, club donde pese a no lograr buenos rendimientos en el ámbito local, alcanzó por segunda vez la fase de semifinales de Copa Libertadores 2010.
En el 2011, asumió la dirección técnica de Olimpia de Paraguay, ganando el Torneo Clausura de ese año. Un año más tarde, el 10 de julio de 2012, fue nombrado entrenador de la selección nacional de Paraguay, llegando así a dirigir por primera vez un combinado nacional. Llegó al conjunto guaraní cuando este se encontraba penúltimo en la carrera mundialista a Brasil 2014. Pelusso debutó con un empate 3-3 ante Guatemala, en un amistoso jugado en la ciudad de Washington, pero oficialmente se estrenó con una derrota de Paraguay por 3-1 ante Argentina en el Estadio Mario Alberto Kempes, luego cayó ante Venezuela (0-2) en Asunción y nuevamente perdió por la misma diferencia ante Colombia (2-0) en Barranquilla. 
Sin embargo, en su cuarto partido al frente de los paraguayos, venció a Perú (1-0) en el Defensores del Chaco y luego rescató un importante punto en su visita a Montevideo (1-1), pero cuando todo parecía estar mejorando, cayó ante Ecuador (4-1) en Quito y de sobremesa fue derrotado (1-2) en Asunción ante Chile. Luego de este fracaso, presentó su renuncia a la selección paraguaya por no haber logrado remediar el mal momento que propició Francisco Arce al comienzo de dichas eliminatorias. 
En diciembre de 2013, nuevamente asumió en Nacional de Uruguay. No obstante, no logró conseguir el mismo rendimiento de épocas anteriores, por lo que fue despedido en abril de 2014. Un año más tarde, en julio de 2015, fue contratado para asumir la dirección técnica de Independiente Santa Fe de Colombia, con el cual llegó a instancias definitivas en tres campeonatos simultáneos, obteniendo el subtítulo de la Copa Colombia, días después es eliminado de la Liga Colombiana, y días después se consagró campeón de la Copa Sudamericana 2015.
En el 2016, Gerardo abandona la dirección técnica de Independiente Santa Fe debido a inconvenientes con el jugador Omar Pérez y con la hinchada del club.
En el 2018, es contratado por Deportivo Cali de Colombia, club en que logró una campaña irregular a nivel nacional, pero en que logró destacar a nivel internacional llegando a cuartos de final de la Copa Sudamericana 2018, venciendo a Danubio, Club Bolívar y Liga de Quito, y cayendo frente a Independiente Santa Fe. La eliminación del certamen internacional y terminar en el 10.° lugar del torneo colombiano (sin clasificar al cuadrangular final) terminaron por sellar su salida del equipo.
Finalmente, el 30 de junio de 2020, a la edad de 66 años, terminó con su carrera de entrenador dejando una campaña impresionante en Sudamérica.

## Partidos con la selección de fútbol de Paraguay como entrenador
En la selección paraguaya, tuvo una efectividad del 36,7%, con un total de 10 partidos dirigidos, de los cuales ganó 3, empató 2 y perdió en 5 oportunidades. Si se traslada solo a partidos oficiales, solo se tiene una efectividad del 19% en siete encuentros.
| #  | Fecha                    | Lugar            | Rival       | Resultado | Competición        | Goleadores (Sólo los de Paraguay) |
| -- | ------------------------ | ---------------- | ----------- | --------- | ------------------ | --------------------------------- |
| 1  | 15 de agosto de 2012     | Washington D. C. | Guatemala   | 3-3       | Amistoso           | O. Cardozo, J. Fabbro y H. Pérez  |
| 2  | 7 de septiembre de 2012  | Córdoba          | Argentina   | 1-3       | Eliminatorias 2014 | J. Fabbro (p)                     |
| 3  | 11 de septiembre de 2012 | Asunción         | Venezuela   | 0-2       | Eliminatorias 2014 |                                   |
| 4  | 12 de octubre de 2012    | Barranquilla     | Colombia    | 0-2       | Eliminatorias 2014 |                                   |
| 5  | 16 de octubre de 2012    | Asunción         | Perú        | 1-0       | Eliminatorias 2014 | P. Aguilar                        |
| 6  | 14 de noviembre de 2012  | Luque            | Guatemala   | 3-1       | Amistoso           | L. Caballero y P. Aguilar (2)     |
| 7  | 6 de febrero de 2013     | Asunción         | El Salvador | 3-0       | Amistoso           | P. Aguilar y R. Ortiz (2)         |
| 8  | 22 de marzo de 2013      | Montevideo       | Uruguay     | 1-1       | Eliminatorias 2014 | E. Benítez                        |
| 9  | 26 de marzo de 2013      | Quito            | Ecuador     | 1-4       | Eliminatorias 2014 | L. Caballero                      |
| 10 | 7 de junio de 2013       | Asunción         | Chile       | 1-2       | Eliminatorias 2014 | R. Santa Cruz                     |

Se menciona en primer término el marcador registrado por el conjunto paraguayo.

### Estadísticas en la selección Paraguaya como DT
Actualizado a junio 2013 (10 partidos-total)
| Pablo César Aguilar  | Tijuana               | 4 | 6 |
| Luis Neri Caballero  | Krylia Sovetov Samara | 2 | 7 |
| Jonathan Fabbro      | Cerro Porteño         | 2 | 8 |
| Richard Ortiz        | Olimpia               | 2 | 8 |
| Hernán Arsenio Pérez | Villarreal            | 1 | 2 |
| Roque Santa Cruz     | Málaga                | 1 | 3 |
| Óscar Cardozo        | Benfica               | 1 | 5 |
| Edgar Benítez        | Toluca                | 1 | 9 |

| Paulo César Da Silva | Pachuca               | 10 | 0 |
| Edgar Benítez        | Toluca                | 9  | 1 |
| Jonathan Fabbro      | Cerro Porteño         | 8  | 2 |
| Richard Ortiz        | Olimpia               | 8  | 2 |
| Víctor Cáceres       | Flamengo              | 8  | 0 |
| Cristian Riveros     | Kayserispor           | 8  | 0 |
| Miguel Samudio       | Libertad              | 8  | 0 |
| Luis Neri Caballero  | Krylia Sovetov Samara | 7  | 2 |
| Iván Piris           | Roma                  | 7  | 0 |
| Víctor Ayala Núñez   | Lanús                 | 7  | 0 |
| Nelson Haedo Valdez  | Valencia              | 7  | 0 |
| Pablo César Aguilar  | Tijuana               | 6  | 4 |
| Diego Barreto        | Cerro Porteño         | 6  | 0 |
| Julio dos Santos     | Cerro Porteño         | 6  | 0 |
| Fidencio Oviedo      | Cerro Porteño         | 6  | 0 |
| Óscar Cardozo        | Benfica               | 5  | 1 |
| Marcelo Estigarribia | Sampdoria             | 4  | 0 |
| José Ariel Núñez     | Libertad              | 4  | 0 |
| Justo Villar         | Nacional              | 4  | 0 |
| Roque Santa Cruz     | Málaga                | 3  | 1 |
| Antolín Alcaraz      | Wigan                 | 3  | 0 |
| Hernán Arsenio Pérez | Villarreal            | 2  | 1 |
| Darío Verón          | Pumas                 | 2  | 0 |
| Carlos Bonet         | Cerro Porteño         | 2  | 0 |
| Marcos Cáceres       | Newell's Old Boys     | 2  | 0 |
| Osvaldo Martínez     | Atlante               | 1  | 0 |
| Anthony Silva        | Tolima                | 1  | 0 |
| Lorenzo Melgarejo    | Benfica               | 1  | 0 |
| Pedro Benítez        | Cerro Porteño         | 1  | 0 |
| Pablo Velázquez      | Libertad              | 1  | 0 |
| Salustiano Candia    | Olimpia               | 1  | 0 |
| Dante López          | Guaraní               | 1  | 0 |

## Equipos

### Como entrenador
| Club                    | País     | Años      | PJ  | PG  | PE  | PP  | Efectividad |
| ----------------------- | -------- | --------- | --- | --- | --- | --- | ----------- |
| Emelec                  | Ecuador  | 1984      | 42  | 11  | 13  | 18  | 36.5%       |
| CA Florida              | Uruguay  | 1985-1988 | ?   | ?   | ?   | ?   | ?           |
| Selección de Florida    | Uruguay  | 1989-1990 | ?   | ?   | ?   | ?   | ?           |
| Liverpool               | Uruguay  | 1991      | 26  | 6   | 14  | 6   | 41.02%      |
| Quilmes de Florida      | Uruguay  | 1992      | ?   | ?   | ?   | ?   | ?           |
| Cerro                   | Uruguay  | 1993-1995 | 89  | 27  | 30  | 32  | 41.57%      |
| Deportes Iquique        | Chile    | 1996-1997 | 55  | 29  | 9   | 17  | 58.18%      |
| O'Higgins               | Chile    | 1997      | 15  | 8   | 6   | 1   | 66.66%      |
| Everton de Viña del Mar | Chile    | 1998      | 30  | 14  | 6   | 10  | 53.33%      |
| Frontera Rivera         | Uruguay  | 1999      | 28  | 8   | 6   | 14  | 35.71%      |
| Racing de Montevideo    | Uruguay  | 2000      | 33  | 10  | 8   | 15  | 38.38%      |
| Aucas                   | Ecuador  | 2001-2002 | 88  | 28  | 25  | 35  | 41.28%      |
| Cerro                   | Uruguay  | 2003      | 41  | 17  | 15  | 9   | 53.65%      |
| Danubio                 | Uruguay  | 2004-2005 | 81  | 45  | 18  | 18  | 62.96%      |
| Alianza Lima            | Perú     | 2006-2007 | 74  | 34  | 20  | 20  | 54.95%      |
| Nacional                | Uruguay  | 2007-2009 | 94  | 49  | 23  | 22  | 60.28%      |
| Universidad de Chile    | Chile    | 2010      | 52  | 28  | 10  | 14  | 60.25%      |
| Olimpia                 | Paraguay | 2011-2012 | 55  | 33  | 11  | 12  | 66.66%      |
| Selección de Paraguay   | Paraguay | 2012-2013 | 10  | 3   | 2   | 5   | 36.66%      |
| Nacional                | Uruguay  | 2014      | 23  | 10  | 1   | 12  | 44.92%      |
| Independiente Santa Fe  | Colombia | 2015-2016 | 52  | 22  | 17  | 13  | 53.2%       |
| Al-Arabi SC             | Catar    | 2016-2017 | 27  | 8   | 4   | 15  | 44.44%      |
| Deportivo Cali          | Colombia | 2018      | 50  | 22  | 8   | 20  | 49.33%      |
| Total                   | Total    | Total     | 966 | 412 | 246 | 308 | 51.14%      |

## Palmarés

### Como entrenador

#### Copas nacionales
| Título           | Club         | País     | Año  |
| ---------------- | ------------ | -------- | ---- |
| Primera División | Danubio      | Uruguay  | 2004 |
| Primera División | Alianza Lima | Perú     | 2006 |
| Primera División | Nacional     | Uruguay  | 2009 |
| Primera División | Olimpia      | Paraguay | 2011 |

#### Copas internacionales
| Título            | Club     | País     | Año  |
| ----------------- | -------- | -------- | ---- |
| Copa Sudamericana | Santa Fe | Colombia | 2015 |

#### Otros logros
- Semifinales de Copa Libertadores 2009 con Nacional
- Semifinales de Copa Libertadores 2010 con Universidad de Chile